# Gumpoldskirchen
Gumpoldskirchen – gmina targowa w Austrii, w kraju związkowym Dolna Austria, w powiecie Mödling, leży na południe od Wiednia. Liczy 3 748 mieszkańców (1 stycznia 2014).

## Współpraca
Miejscowość partnerska:
- Leibnitz, Styria